# Sylvain Cappell
Sylvain Edward Cappell (* 10. September 1946 in Brüssel) ist ein US-amerikanischer Mathematiker, der sich mit Topologie befasst.

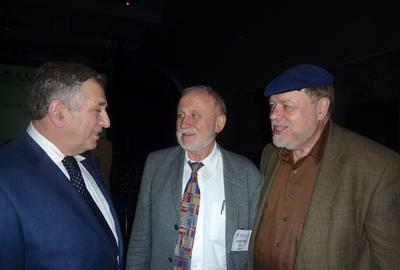
Sylvain Cappell (rechts) mit Joachim Heinze (Mitte) und Jakow Sinai (links)

Cappell kam um 1950 nach New York City, wo er die Bronx High School of Science besuchte. Als Schüler gewann er den Westinghouse Talentwettbewerb mit einer mathematischen Arbeit. Er studierte an der Columbia University mit dem Bachelorabschluss 1966 und  wurde 1969 an der Princeton University bei William Browder promoviert (Super-spinning and knot complements). Ab 1969 war er an der Princeton University, wo er Assistant Professor wurde, und ab 1974 Associate Professor und ab 1978 Professor am Courant Institute of Mathematical Sciences of New York University. Er ist dort Silver Professor für Mathematik.
Er ist bekannt für sein Codimension 1 Splitting Theorem in der höherdimensionalen geometrischen Topologie (hervorgegangen aus seiner Dissertation) und für eine Reihe von Resultaten mit Julius Shaneson unter anderem zur höherdimensionalen Knotentheorie. zum Problem topologischer Ähnlichkeit (nach Georges de Rham) und zuletzt zu geometrischen Anzahlen von Gitterpunkten mit zahlentheoretischen Anwendungen.
Bei seinen Zerlegungssätzen geht es um die Frage, wann eine Zerlegung einer Mannigfaltigkeit M in eine Verbundene Summe von Untermannigfaltigkeiten N (mit Kodimension 1)  Homotopie-invariant ist. Er zeigte, dass das der Fall ist, falls die Fundamentalgruppe von N Wurzel-abgeschlossen (square root closed) in der Fundamentalgruppe von M ist. Die Obstruktion für die Homotopie-invariante Zerlegung liegt in sogenannten UNil Gruppen.
1970/71 war er Gastprofessor an der Harvard University (und 1981 erneut in Harvard), 1973 am IHES und 1972 am Weizmann-Institut.
Zu seinen Doktoranden gehört Shmuel Weinberger.
2012 wurde er Fellow der American Mathematical Society, 2018 Mitglied der American Academy of Arts and Sciences. 1989/90 war er Guggenheim Fellow, 1966/67 Woodrow Wilson Fellow und 1971 bis 1973 Sloan Research Fellow.
Er ist US-amerikanischer Staatsbürger. Er ist seit 1966 verheiratet und hat vier Kinder.

## Schriften
- A splitting theorem for manifolds and surgery groups, Bulletin AMS, Band 77, 1971, S. 281–286
- mit Shaneson The codimension two placement problem and homology equivalent manifolds, Annals of Mathematics, Band  99, 1974, S. 277–348
- mit Shaneson Non-linear Similarity, Annals of Mathematics, Band 113, 1981, S. 315–355
- mit Shaneson There exists inequivalent knots with the same complement, Annals of Mathematics, Band 103, 1976, S. 349–353
- mit Shaneson, Mark Steinberger, James E. West Nonlinear conjugacy begins in dimension six, American Journal of Mathematics, Band 111, 1989, S. 717